# Sisyfos
Sisyfos (Σίσυφος) var i grekisk mytologi kung av Korinth. Han var son till kung Aiolos (Αἴολος) av Thessalien och enligt legenden grundare av Korinth.

## Legendariskt liv
Enligt berättelsen rövade Zeus, i skepnad av en örn, bort Egina och Sisyfos såg henne i örnens klor när han flög iväg med henne. Sisyfos berättade vad han sett för hennes far, flodguden Asopos. Som straff för att Sisyfos avslöjat honom skickade Zeus dödsguden Thanatos för att döda Sisyfos, som dock lyckades fängsla och oskadliggöra Thanatos, vilket bröt dödens makt och ledde till att ingen längre dog. Först när krigsguden Ares befriade Thanatos (eftersom han inte trivdes med att ingen av hans fiender längre dog) kunde denne fortsätta med sin uppgift att döda folk.
Sisyfos blev däremot bortförd av Ares till underjorden, men lyckades innan dess förbjuda sin fru att offra för honom. När ingen offrade för Sisyfos kunde denna övertala dödsrikets herre, Hades, att släppa honom så att han kunde beordra sin fru att offra för honom. När han väl var tillbaka i övre jorden struntade han i att göra som han hade lovat utan njöt av livet med sin fru. Thanatos dök upp och förde med våld Sisyfos tillbaka till Hades och dödsriket, där han i dess djupaste grotta fick till uppgift att rulla ett stort stenblock uppför en kulle. Om Sisyfos lyckades med att få upp stenblocket på kullen skulle han bli fri. Varje gång han nästan var uppe på kullens topp slant han dock med stenblocket, som störtade ner i avgrunden, så att han fick börja om från början. Han fortsätter ännu med detta meningslösa sisyfosarbete som aldrig tar slut.
Sisyfos har använts av Albert Camus (Le Mythe de Sisyphe, 1942; "Myten om Sisyfos") som ett porträtt av människans situation i dagens värld. Essän börjar: "Det finns endast ett verkligt allvarligt filosofiskt problem: självmordet" och slutar: "Man måste föreställa sig Sisyfos lycklig."